# Бад-Ендбах
Бад-Ендбах (нім. Bad Endbach) — громада в Німеччині, знаходиться в землі Гессен. Підпорядковується адміністративному округу Гіссен. Входить до складу району Марбург-Біденкопф.
Площа — 39,84 км2. Населення становить 8001 ос. (станом на 31 грудня 2020).